# (32910) 1994 TE15
(32910) 1994 TE15 est un astéroïde aréocroiseur découvert en 1994.

## Description
(32910) 1994 TE15 a été découvert le 13 octobre 1994 à Kiyosato (Japon) par Satoru Ōtomo.

### Caractéristiques orbitales
L'orbite de cet astéroïde est caractérisée par un demi-grand axe de 2,18 ua, un périhélie de 1,63 ua, une excentricité de 0,26 et une inclinaison de 4,80° par rapport à l'écliptique. Du fait de ces caractéristiques, à savoir un demi-grand axe inférieur à 3,2 ua et un périhélie compris entre 1,3 et 1,666 ua, il croise l'orbite de Mars et est classé, selon la JPL Small-Body Database, comme astéroïde aréocroiseur (aréo venant de Arès).

### Caractéristiques physiques
(32910) 1994 TE15 a une magnitude absolue (H) de 15,0 et un albédo estimé à 0,263.